# Michael Gabler
Michael Gabler (* 3. Dezember 1973) ist ein ehemaliger deutscher Eishockeyspieler, der für die Adler Mannheim in der Deutschen Eishockey Liga aktiv war.

## Spielerkarriere
Der Verteidiger begann seine Karriere beim EHC Zweibrücken in der 2. Liga Nord. In der DEL-Premierensaison 1994/95 wechselte Gabler zu den Adlern, schaffte es aber nicht, sich dauerhaft in der neuen höchsten deutschen Profispielklasse durchzusetzen, sodass er in der folgenden Spielzeit beim Heilbronner EC, dem Kooperationspartner der Adler Mannheim in der zweitklassigen 1. Liga, eingesetzt wurde.
Seit der Saison 2002/03 spielte Gabler für den EC Eppelheim in der Regionalliga, wo er seine Karriere 2006 beendete.

## Karrierestatistik
| 1994/95 | EHC Zweibrücken | 2. Lg | 23 | 2 | 1 | 14 | 22 |   |   |   |   |   |
| 1994/95 | Adler Mannheim  | DEL   | 4  | 0 | 0 | 0  | 0  | - | - | - | - | - |
| 1995/96 | Heilbronner EC  | 1. Lg | 54 | 1 | 5 | 6  | 18 |   |   |   |   |   |

(Legende zur Spielerstatistik: Sp oder GP = absolvierte Spiele; T oder G = erzielte Tore; V oder A = erzielte Assists; Pkt oder Pts = erzielte Scorerpunkte; SM oder PIM = erhaltene Strafminuten; +/− = Plus/Minus-Bilanz; PP = erzielte Überzahltore; SH = erzielte Unterzahltore; GW = erzielte Siegtore; 1 Play-downs/Relegation; Kursiv: Statistik nicht vollständig)